# بيت عطفان (أرحب)

تعديل مصدري - تعديل

بيت عطفان هي إحدى قرى عزلة بني على بمديرية أرحب التابعة لمحافظة صنعاء، بلغ تعداد سكانها 100 نسمة حسب تعداد اليمن لعام 2004.